# Sara-Jane Caumartin
Sara-Jane Caumartin es una deportista canadiense que compitió en piragüismo en la modalidad de aguas tranquilas. Ganó una medalla de oro en el Campeonato Mundial de Piragüismo de 2013, en la prueba de C2 500 m.

## Palmarés internacional
| Campeonato Mundial | Campeonato Mundial   | Campeonato Mundial | Campeonato Mundial |
| Año                | Lugar                | Medalla            | Competición        |
| ------------------ | -------------------- | ------------------ | ------------------ |
| 2013               | Duisburgo (Alemania) | Medalla de oro     | C2 500 m           |